# Hoh (volk)
De Hoh zijn een indiaans volk dat op het schiereiland Olympic in de Amerikaanse staat Washington woont. Cultureel gezien behoren ze tot de indianen van de Noordwestkust.

## Geschiedenis
Volgens indiaanse overlevering vormden de Hoh samen met de Quinault en de Quileute een confederatie die vrijwel al de stammen van de westkust van het schiereiland domineerde. Hun eerste contacten met blanken verliepen gewelddadig. In juli 1787 vermoordden ze een groep Britse handelaars, die met een boot de Hoh rivier op waren gevaren om te handelen met de daar wonende indianen. In 1808 namen ze een groep van ongeveer 20 Russen en Aleoeten gevangen, die ze later ruilden met kuststammen, zoals hun gewoonte was met gevangenen. 
Samen met de Quinault en Quileute sloten de Hoh het Quinault River Treaty met de Amerikaanse overheid. De inhoud van dit verdrag werd op 1 juli 1855 bepaald samen met Isaac Stevens, de territoriale gouverneur van de staat Washington en Superintendent of Indian Affairs. Stevens ondertekende het verdrag op 25 januari 1856, en op 8 maart 1859 werd het geratificeerd. In het verdrag stonden ze hun land af aan de Verenigde Staten. Daar tegenover stond onder meer dat er een reservaat voor hen werd opgericht, het Quinault Reservation. De meeste Hoh weigerden zich echter in dit reservaat te vestigen. 
In 1893 werd voor hen het Hoh Reservation opgericht in Jefferson County, aan de monding van de Hoh River. Het is een klein reservaat, van slechts 1,79 km2. Anno 2000 heeft het reservaat een bevolking van 102 personen. Hun economie draait voornamelijk om de vangst van vis en schaaldieren.

## Taal
De Hoh spraken oorspronkelijk Quinault, een Salishtaal. Na onderlinge huwelijken met de Quileute werd de stam echter tweetalig in Quinault en Quileute, dat tot de familie van de Chimakuumtalen behoort. Uiteindelijk ging de stam helemaal over op het spreken van Quileute, en daarom werden de Hoh wel gezien als een subgroep van de Quileute.